# معبد اومیوا
معبد اومیوا (به ژاپنی: 三輪神社, Miwa-jinja) یک معبد شینتویی در ساکورای، نارا در استان نارا در ژاپن است.